# St. Heinrich (Wittenberge)

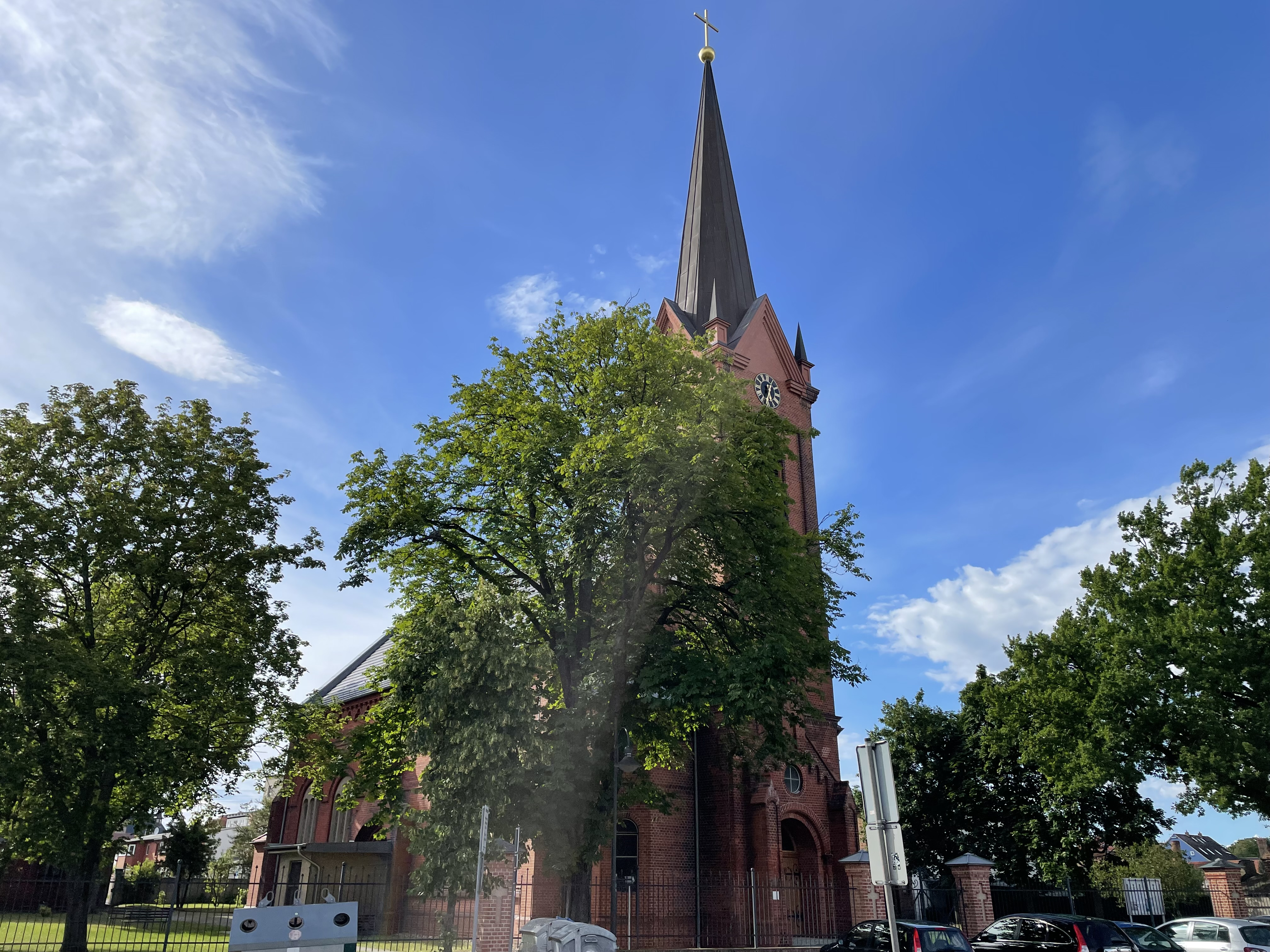
St. Heinrich in Wittenberge

Die römisch-katholische Kirche St. Heinrich ist eine neoromanische Saalkirche in Wittenberge, einer Stadt im Landkreis Prignitz in Brandenburg. Die Kirchengemeinde gehört zum Dekanat Wittenberge des Erzbistums Berlin. Die Kirche ist Kaiser Heinrich II. dem Heiligen gewidmet.

## Lage
Die Kirche steht nordwestlich des Marktplatzes von Wittenberge. Westlich führt die Perleberger Straße von Norden kommend in südwestlicher Richtung am Bauwerk vorbei. Sie steht auf einem Grundstück mit einem Kirchfriedhof, das mit einer Mauer eingefriedet ist.

## Geschichte

### Vorgeschichte der Kirchengemeinde
Im Zuge der Industriellen Revolution in Deutschland entstand im Jahr 1823 in Wittenberge eine Ölmühle, die zu einem Zuzug von Arbeitern führte. Die Gläubigen waren der 1849 gegründeten Missionspfarrei in Neuruppin zugeordnet, fuhren zum Gottesdienst jedoch bevorzugt in die nahegelegene Stadt Ludwigslust oder nach Stendal. Mit dem Bau der Bahnstrecke Magdeburg–Wittenberge kamen weitere Gläubige in die Region, darunter auch die Familie Salomo und Margarethe Beck aus Eichsfeld. Margarethe war mit der seelsorgerischen Situation vor Ort unzufrieden und drängte ihren Mann auf Besserung. Er gründete schließlich einen Kirchenvorstand, sodass am 30. Oktober 1853 in Wittenberge erstmals nach der Reformation wieder ein katholischer Gottesdienst unter der Leitung des Berliner Missionsvikars Eduard Müller gefeiert werden konnte. Er fand in den Räumen des evangelischen Arztes Loesch statt, der mit einer katholischen Frau verheiratet war. Wittenberge gehörte zu dieser Zeit durch die Zirkumskriptionsbulle zum Delegaturbezirk des Breslauer Fürstbischofs Heinrich Förster, sodass sich die Kirchengemeinde für Kaiser Heinrich II. als Namenspatron entschied.
In den ersten Jahren gab es in Wittenberge jedoch keinen Priester. Ein Schneidergeselle gab den Kindern Katechismusunterricht, engagierte Frauen und Männer organisierten das Gemeindeleben. Der Gottesdienst fand alle sechs Wochen unter der Leitung des Vikars Müller statt. Die Kirchengemeinde mietete in einem Gasthof in der Steinstraße 47 einen Raum an, in dem ab Dezember 1853 Versammlungen abgehalten wurden. Nach Schließung des Gasthauses zog die Gemeinde in einen feuchten Keller einer Tabakfabrik in die Chausseestraße 2 um. Beck bemühte sich um einen neuen Raum und erreichte, dass die Berliner Kirchenaufsicht ein Grundstück auf der Perleberger Straße 164 erwarb. Die Kirchengemeinde wurde dabei sogar von König Ludwig I. unterstützt, der 100 Gulden spendete – möglicherweise, weil er Wittenberge mit der Lutherstadt Wittenberg verwechselte. Doch vor dem Bau eines eigenen Gotteshauses wurde zunächst am 2. September 1854 ein Raum im Tanzsaal des Gasthofs eingerichtet. Beck versetzte seine Uhr, um bei einem Hamburger Altwarenhändler ein Kruzifix für die Kirchenausstattung zu erwerben. Zwei Jahre später kam mit Julius Winkler der erste Pfarrer in die Gemeinde. Er gründete im Jahr 1857 die Wittenberger Katholische Volksschule, die zunächst nur aus einem Lehrer bestand. Im Folgejahr wurde die Missionsstation zur Missionspfarrei erhoben; 1859 der provisorische Kirchenvorstand kirchlich und staatlich mit einer Vereidigung am 14. August 1859 anerkannt. Eine eigenständige Pfarrei wurde Wittenberge jedoch erst 1867.
In den folgenden Jahrzehnten stieg die Anzahl an Katholiken stark an: Waren es 1880 noch 274 Personen mit katholischem Glauben, so waren es zehn Jahre später bereits 535 Personen. Die Missionspfarrei St. Heinrich wurde mit Wirkung zum 19. März 1891 zur vollberechtigten Pfarrei erhoben, jedoch immer noch ohne eigene Kirche.

### Bau der Kirche

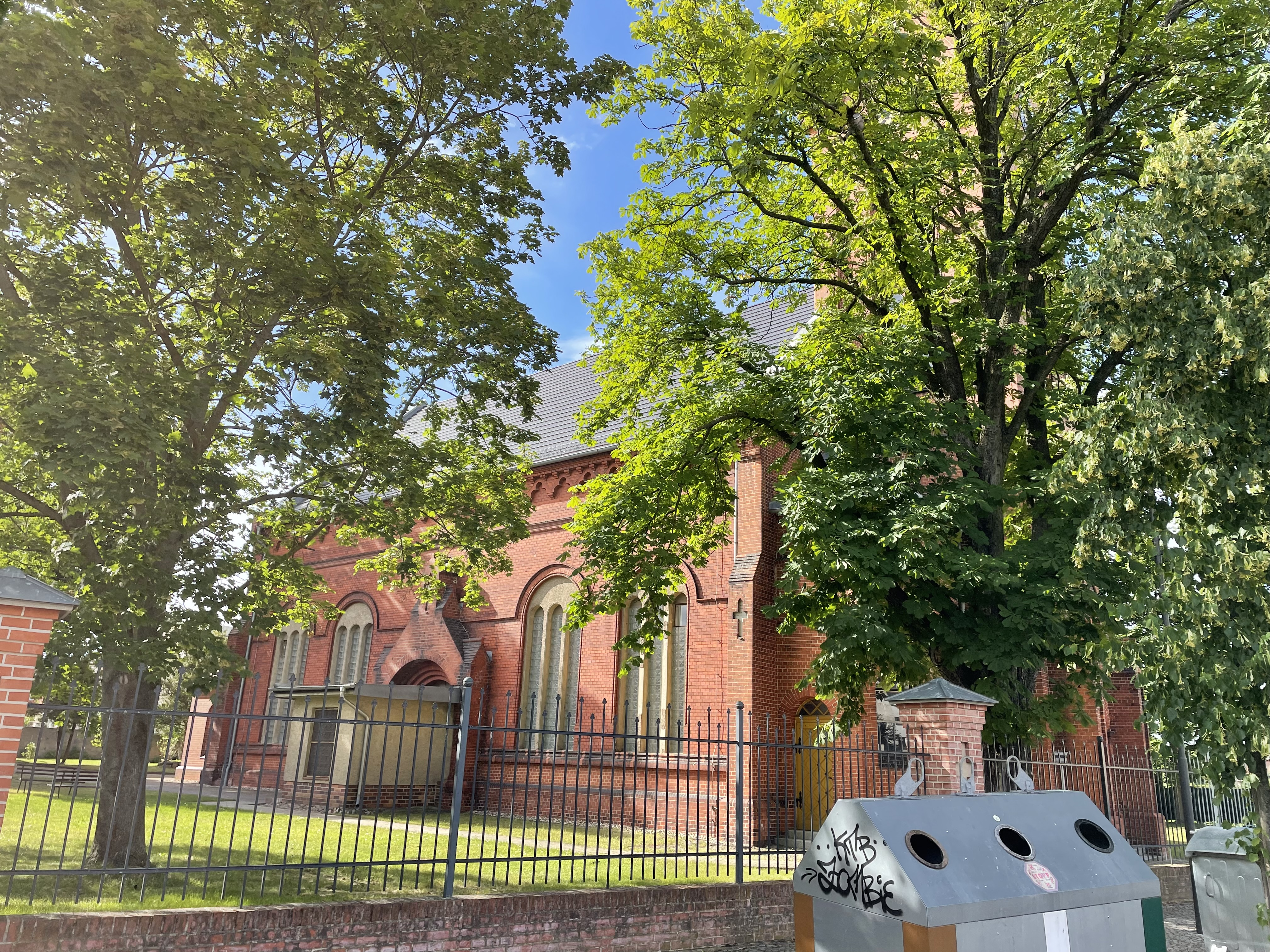
Langhaus, Südseite

Im Jahr 1893 begann die Kirchengemeinde mit den Vorbereitungen für einen Kirchbau, in dem ein Nachbargrundstück zur heutigen Friedrich-Ebert-Straße hin erworben werden konnte. Die Grundsteinlegung erfolgte im Jahr 1896. In zwei Jahren errichtete der Baumeister Wilhelm Daßler aus Oranienburg unter der Leitung des Pfarrers Konrad Prießnitz die Kirche im Stil der Neoromanik. Daßler war selbst evangelisch und baute daher nur eine kleine Sakristei. Die Gesamtkosten für den Rohbau beliefen sich auf 47.000 Mark. Die Kirchweihe fand am 21. Juni 1898 statt. Daran nahm auch der mittlerweile 80-jährige Salomo Beck teil, der fünf Tage später starb. Neben der Kirche entstand ab 1905 ein Pfarrhaus, das am 7. Juni 1906 eingeweiht wurde.
Im Zweiten Weltkrieg wurde die Kirche bei einem Luftangriff am 10. April 1945 bis auf die Ringmauern zerstört. Dennoch feierte die Kirchengemeinde am 13. Juli 1945, dem Heinrichstag, unter freiem Himmel einen Gottesdienst innerhalb des zerstörten Bauwerks. Unter Pfarrer Jacob Bolwin wurde die Kirche zügig wiederaufgebaut und zu Weihnachten 1948 bis auf die 18 Meter hohe Turmspitze wieder funktionstüchtig. Unter seinem Nachfolger, Pfarrer Gerhard Kuhn, erfolgte 1972 eine Modernisierung des Innenraums. Er ließ die bleiverglasten Kirchenfenster durch Glasbausteine ersetzen und die Rundbögen begradigen. Die Decke wurde abgehangen und die Orgel-Empore abgerissen. Außerdem ließ er das Hauptportal zumauern. Der Altar wurde an der Längswand aufgestellt und das Gestühl in einem Halbkreis angeordnet. Unter dem Pfarrer Boto H. Mey erhielt der Raum im Jahr 1998 eine graue Farbfassung mit 15 farbigen Kreuzwegtafeln und Gemälden, die Kopien des Malers und Priesters Sieger Köder darstellen.

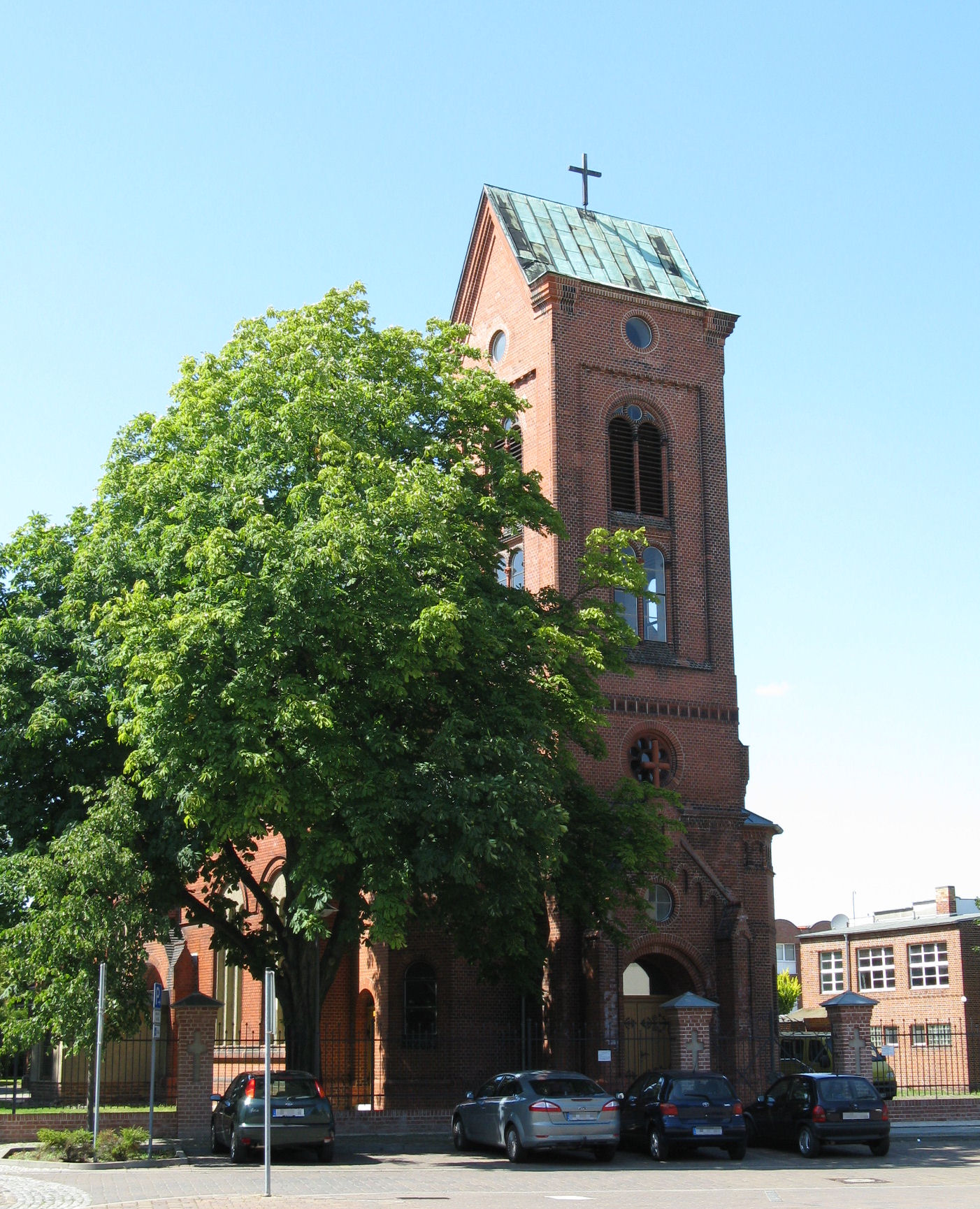
Kirchturm vor der Wiederherstellung (2009)

Nach der Wende wurde der zugemauerte Haupteingang im Jahr 2000 wieder geöffnet und das Portal restauriert. Im Jahr 2006 gründete sich ein Förderverein, der sich seit dieser Zeit für den Wiederaufbau des Kirchturms und den Erhalt des Bauwerks einsetzt. In der Apsis konnte am 1. November 2006 ein neu geschaffener Heinrichsaltar geweiht werden. Am 23. August 2012 konnte die neue Kirchturmspitze aufgesetzt werden, sodass der Kirchturm nunmehr seine alte Höhe von rund 40 Metern aufweist.

## Baubeschreibung

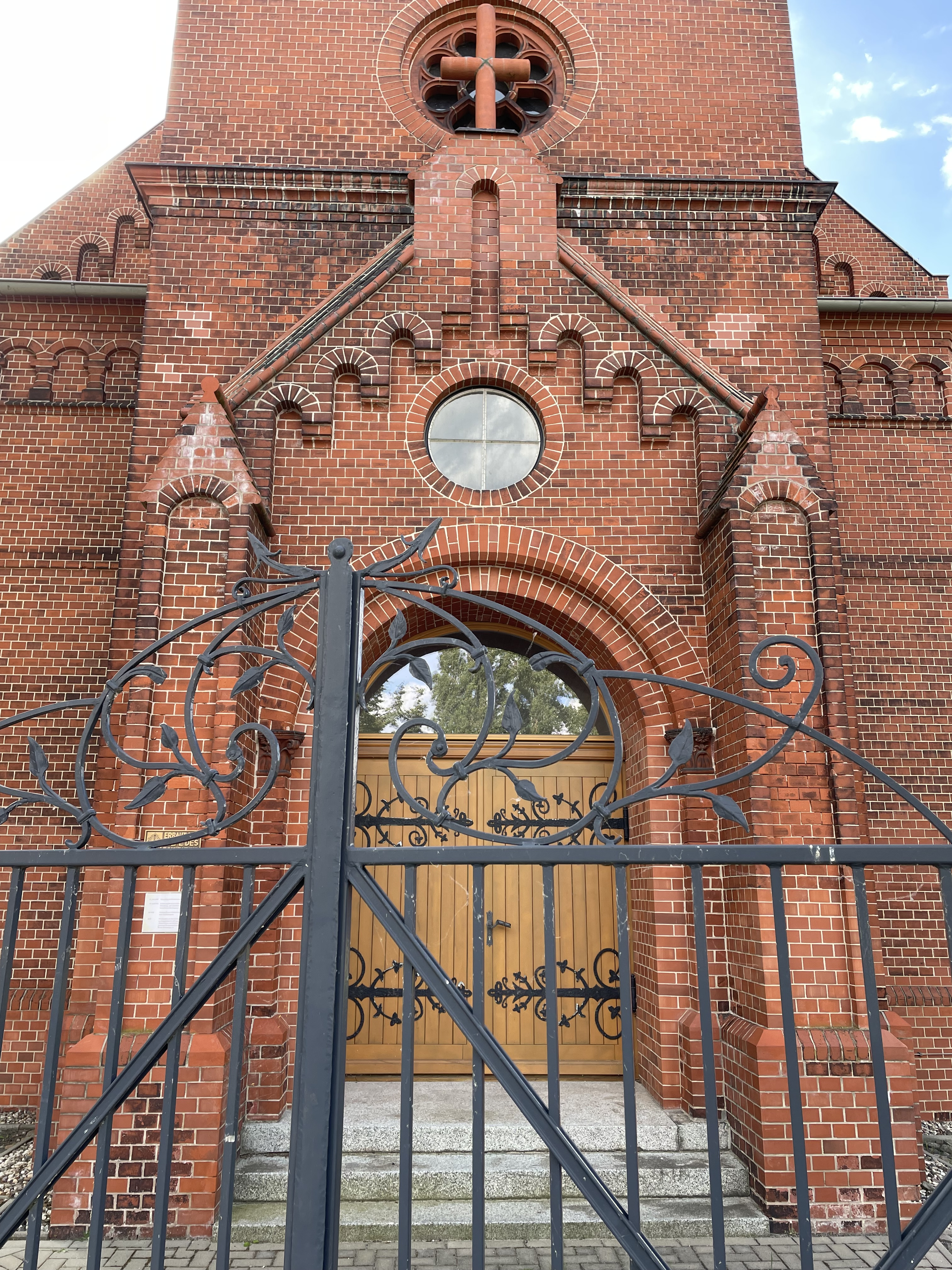
Eingangsportal

Das Bauwerk entstand im Wesentlichen aus rötlichem Backstein. Die Gebäudeecken an der West- und Ostseite sind mit zweifach gestuften Strebepfeilern verziert. Am Langhaus befinden sich an der Nordseite vier große, rundbogenförmige Blenden, in die jeweils drei raumhohe Rundbogenfenster eingelassen sind. An der Südseite befinden sich vier derartige Blenden, mittig ist ein spitzbogenförmiges Portal, in das ein rechteckiger Anbau eingelassen ist und der als Sakristei dient. Der Zugang erfolgt seit der Rekonstruktion des Portals wieder an der Ostseite des Bauwerks. Dort ist ein rundbogenförmiges Portal, in das eine hochrechteckige Tür verbaut wurde. Oberhalb ist ein Rundbogenfenster sowie ein mit einem Fries verzierter, angedeuteter Giebel, der mit einem Kreuz abschließt. Darüber erhebt sich das Glockengeschoss mit einem Rundbogenfenster, darüber zwei weitere Rundbogenfenster gefolgt von zwei gekuppelten Klangarkaden. Über einer Turmuhr erhebt sich die Turmspitze, die mit einer Turmkugel und Kreuz gekrönt ist.

## Ausstattung
Ein Großteil der Kirchenausstattung stammt aus der Zeit der Umgestaltung im Jahr 1972. Der Dresdner Bildhauer Friedrich Press schuf aus rohem, grauem Beton einen Altar sowie das Tabernakel. Im Expositorium sind Skulpturen des Heinrich und der Kunigunde zu sehen; in der Mittelnische ein Kreuzreliquiar mit einer Primärreliquie des Heiligen Heinrichs. Press gestaltete außerdem vier abstrakte Wandskulpturen, die die Passion Jesu zeigen. Das Lesepult entstand aus Edelstahl, das Taufbecken im Jahr 1985 aus Beton und Edelstahl – ebenfalls ein Werk von Press, wie auch die Monstranz, die aus Kunstglasplatten mit einem Edelstahlfuß besteht.
Die Orgel errichtete die Firma Alexander Schuke Potsdam Orgelbau im Jahr 1985. Es handelt sich um das Opus Nr. 540 mit einem Manual und Pedal.